# Eva Fernández Brugués
Eva Fernández Brugués (Figueres, 5 de maig del 1986) és una tenista professional catalana, nascuda a Figueres, campiona de Catalunya i d'Espanya en categories juvenils, així com del prestigiós torneig de joves promeses disputat a Gradignan l’any 1998.
Guanyadora de 7 torneigs individuals de la ITF (Quartu Sant’Elena (2005), Savitaipale (2006), Badalona (2008), Sant Cugat (2008), Galatina (2009), Pàdua (2009) i Antalya (2013)) i 2 de dobles Getxo (2011) i Santa Coloma de Farners (2011).
Va aconseguir medalla d'or i bronze en els Jocs del Mediterrani de Pescara 2009. Membre del Reial Club de Tenis Barcelona, va aconseguir el seu millor rànquing l'any 2009 assolint el lloc 185 WTA, any en què va ser operada d'una greu lesió a l'espatlla.
Va participar en les prèvies de Grand Slams i en el 2013 va ser intervinguda novament d'una lesió al canell.
Llicenciada en dret l'any 2011, ha sigut delegada de Fed Cup l'any 2014 i capitana de les seleccions nacionals juvenils.
L'any 2019 va ser guardonada amb el premi Ewoman Empordà al mèrit esportiu per la seva destacada trajectòria nacional i internacional.
L'any 2022 va ser la pregonera de les fires i festes de la seva ciutat natal, Figueres.
Gran aficionada a tots els esports. Es va proclamar campiona de Catalunya de tercera categoria de Pitch and Putt l'any 2021, subcampiona i campiona de Catalunya de segona categoria els anys 2022 i 2024, respectivament.
L'any 2024 va patir una greu lesió al peu, amb diverses luxofractures de Lisfranc, motiu pel qual ha estat intervinguda en tres ocasions i es troba a l'espera de l'evolució.
Actualment, treballa com a docent de Cicles Formatius de la família d’Administració i Finances en centres públics.

## Circuit ITF

### Individual: 15 (7–8)
| Circuit ITF             |
| ----------------------- |
| Torneigs 100.000$ (0−0) |
| Torneigs 75.000$ (0−0)  |
| Torneigs 50.000$ (0−0)  |
| Torneigs 25.000$ (2−0)  |
| Torneigs 15.000$ (0−0)  |
| Torneigs 10.000$ (5−8)  |

| Títols per superfície |
| --------------------- |
| Dura (1−0)            |
| Gespa (0−0)           |
| Terra batuda (6−8)    |

| Resultat   | Núm. | Data                   | Torneig                          | Superfície   | Oponent en la final      | Marcador      |
| ---------- | ---- | ---------------------- | -------------------------------- | ------------ | ------------------------ | ------------- |
| Finalista  | 1.   | 29 de setembre de 2002 | Lleida, Catalunya                | Terra batuda | M.J. Sánchez Alayeto     | 7–5, 3–6, 0–6 |
| Guanyadora | 1.   | 29 d'octubre de 2005   | Quartu Sant'Elena, Itàlia        | Dura         | Renata Kučerková         | 6–1, 6–1      |
| Guanyadora | 2.   | 20 d'agost de 2006     | Savitaipale, Finlàndia           | Terra batuda | Piia Suomalainen         | 6–4, 3–6, 6–2 |
| Finalista  | 2.   | 24 de setembre de 2006 | Ciampino, Itàlia                 | Terra batuda | Alexia Virgili           | 1–6, 3–6      |
| Finalista  | 3.   | 19 de novembre de 2006 | Palma, Illes Balears             | Terra batuda | Michelle Gerards         | 1–6, 3–6      |
| Finalista  | 4.   | 25 de març de 2007     | Roma, Itàlia                     | Terra batuda | Lisa Sabino              | 3–6, 1–6      |
| Finalista  | 5.   | 12 de setembre de 2007 | Lleida (2)                       | Terra batuda | Heidi El Tabakh          | 2–6, 3–6      |
| Guanyadora | 3.   | 18 de maig de 2008     | Badalona, Catalunya              | Terra batuda | Maite Gabarrús Alonso    | 4–6, 6–1, 6–1 |
| Guanyadora | 4.   | 26 d'octubre de 2008   | Sant Cugat del Vallès, Catalunya | Terra batuda | Lara Arruabarrena Vecino | 6–4, 7–5      |
| Finalista  | 6.   | 8 de març de 2009      | Guiza, Egipte                    | Terra batuda | Oksana Kalàixnikova      | 4–6, 6–4, 3–6 |
| Guanyadora | 5.   | 7 de juny del 2009     | Galatina, Itàlia                 | Terra batuda | Margalita Chakhnashvili  | 3–6, 6–3, 6–2 |
| Guanyadora | 6.   | 21 de juny de 2009     | Pàdua, Itàlia                    | Terra batuda | Nathalie Vierin          | 6–2, 1–6, 7–5 |
| Finalista  | 7.   | 27 de novembre de 2010 | Asunción, Paraguai               | Terra batuda | Inés Ferrer Suárez       | 2–6, 2–6      |
| Finalista  | 8.   | 4 de febrer de 2013    | Antalya, Turquia                 | Terra batuda | Laura Ioana Andrei       | 2–6, 6–4, 2–6 |
| Guanyadora | 7.   | 18 de març de 2013     | Antalya                          | Terra batuda | Ana Bogdan               | 6–2, 6–0      |

### Dobles: 4 (2–2)
| Circuit ITF             |
| ----------------------- |
| Torneigs 100.000$ (0−0) |
| Torneigs 75.000$ (0−0)  |
| Torneigs 50.000$ (0−0)  |
| Torneigs 25.000$ (0−1)  |
| Torneigs 15.000$ (0−0)  |
| Torneigs 10.000$ (2−1)  |

| Títols per superfície |
| --------------------- |
| Dura (0−0)            |
| Gespa (0−0)           |
| Terra batuda (2−2)    |

| Resultat   | Núm. | Data                   | Torneig                            | Superfície   | Parells                   | Oponents en la final                        | Marcador            |
| ---------- | ---- | ---------------------- | ---------------------------------- | ------------ | ------------------------- | ------------------------------------------- | ------------------- |
| Finalista  | 1.   | 25 de setembre de 2010 | Bucarest, Romania                  | Terra batuda | Leticia Costas Moreira    | Irina-Camelia Begu Elena Bogdan             | 1–6, 3–6            |
| Guanyadora | 1.   | 21 de maig de 2011     | Santa Coloma de Farners, Catalunya | Terra batuda | Inés Ferrer Suárez        | Viktorija Golubic Nina Zander               | 6–3, 6–7(3), [10–4] |
| Guanyadora | 2.   | 28 de maig de 2011     | Getxo, Espanya                     | Terra batuda | Arabela Fernández Rabener | Margarita Lazareva Sheila Solsona Carcasona | 7–5, 6–1            |
| Finalista  | 2.   | 1 de febrer de 2013    | Antalya, Turquia                   | Terra batuda | Isabella Shinikova        | Han Na-lae Lee Jin-a                        | 3–6, 3–6            |